# 岡崎義実
岡崎 義実（おかざき よしざね）は、平安時代末期から鎌倉時代初期の武将。三浦氏の庶家・岡崎氏の祖。三浦義明の弟。三浦義継の末子で三浦悪四郎と呼ばれた。神奈川県平塚市岡崎・伊勢原市岡崎にあたる相模国大住郡岡崎を領し、岡崎氏を称した。

## 人物概要
三浦氏は古くからの源氏の家人で、義実は忠義心厚く平治の乱で源義朝が敗死した後に鎌倉の義朝の館跡の亀谷の地に菩提を弔う祠を建立している。義朝の遺児源頼朝の挙兵に参じ石橋山の戦いで嫡男の義忠を失ったが、挙兵直後の頼朝をよく助け御家人に列した。晩年は窮迫したが89歳の長寿を全うした。土肥実平の姉妹を妻にしており、本家の三浦氏とともに土肥氏とも関係が深い。

## 生涯

### 頼朝挙兵
治承4年（1180年）8月9日に源義朝の遺児の頼朝が伊豆国で挙兵を決めると嫡男の与一義忠とともに直ちに参じた。挙兵を前に義実は源氏の御恩のために身命を賭す武士として、特に頼朝の部屋に呼ばれて合戦について相談され「未だに口外していないが、汝だけを頼りにしている」との言葉を受け、感激して勇敢に戦うことを誓った。実は、このように密談をしたのは義実だけではなく、工藤茂光・土肥実平・宇佐美助茂・天野遠景・佐々木盛綱・加藤景廉も同じことを頼朝から言われている。ただ、義実・義忠父子が特に頼みにされていたのは事実で、挙兵前にあらかじめ土肥実平と伴に北条館へ参じるよう伝えている。
8月17日に頼朝は挙兵して伊豆目代・山木兼隆の館を襲撃してこれを殺害した。頼朝は300余騎の軍勢を率いて相模国の土肥郷（神奈川県湯河原町）へ進出。23日に石橋山（神奈川県小田原市）で平家方の大庭景親率いる3,000余騎と相対した。石橋山の戦いは寡兵の頼朝方が大敗を喫し、義実の嫡男の義忠が討ち死にしている。『平家物語』や『源平盛衰記』には先陣となった義忠の奮戦ぶりが詳しく描かれており、武勇の若武者佐奈田与一義忠の名は後世に長く残ることになる。
敗走した頼朝は山中に逃げ込み、土肥実平の進言で一旦兵を解散させることになった。一同は安房国で再会することを約し、泣く泣く別れた。義実は北条時政や三浦義澄らと先発して安房へ舟を出し、後から到着した頼朝を迎えた。
その後、頼朝は千葉常胤や上総広常らの軍勢を加えて再挙し、関東の武士が続々と参陣して10月6日に鎌倉に入った。

### 鎌倉の御家人
10月20日の富士川の戦いに参加し、合戦は戦わずして平家が敗走して終わった。合戦後の夜に、一人の青年が黄瀬川の陣に現れ頼朝との面会を求めたが、その場にいた義実は怪しんで取り次ごうとしなかった。騒ぎを聞きつけた頼朝が面会すると、その青年は弟の九郎義経であった。兄弟の対面に義実をはじめとする諸将は涙した。有名な黄瀬川の対面である。
治承5年（1181年）6月、三浦義澄の館へ頼朝が渡り酒宴が催された。その席で、義実は頼朝着用の水干を所望した。頼朝は快く許し、義実は喜んでその場で着用した。すると上総広常がこれを妬み「このような美服は、この広常こそが拝領すべきものだろうに、義実のような老い耄れが賞せられるなどとんでもないことだ」と言い放った。この暴言に義実は激怒し、つかみ合いの喧嘩になりかかった。頼朝は言葉もなく黙ってしまうが、三浦一族の佐原義連が義実に「このような場で喧嘩とは老狂のいたすところか」と叱りつけ、広常には「あなたの言うことは道理に合わない、所存あれば後日に承ろう」と仲裁に入りことを収めた。
頼朝政権の中で飛びぬけて多くの兵力を有する広常には驕慢な振る舞いが多く、京を制して武家政権を樹立するよりも関東割拠を主張するなど危険な存在であったため、この3年後の寿永2年（1184年）に頼朝の命令で梶原景時に暗殺されている。
義実の元には、石橋山の戦いで嫡男の佐奈田義忠を討ち取った長尾定景が預けられていた。慈悲深い義実は息子の仇を討って首を刎ねることなく囚人として捕らえるに留めおり、定景は日々法華経を読経していた。ある日、義実は頼朝に「読誦を聞くうちに怨念は晴れました。もしも彼を斬れば、冥土の義忠が難を蒙りましょうから」と言って定景の赦免を願い出て、治承5年（1181年）7月に頼朝はこれを許した。
頼朝の挙兵にいちはやく参じて忠節を尽した義実は御家人に列して、諸行事に参列している。既に70歳を超える老齢なためか、その後の平家追討の戦いには名が見えず従軍はしていないと思われる。
文治4年（1188年）8月、義実は相模国波多野本庄北方（神奈川県秦野市）の所領を巡って波多野義景と訴訟になり、義実は敗訴し、罰として鶴岡八幡宮と勝長寿院での100日間の宿直を命じられた。結局、この罪は翌9月に義実の郎党が箱根山で山賊の字王藤次を捕らえたことで許されている。
文治5年（1189年）の奥州藤原氏討伐（奥州合戦）に先次郎惟平とともに従軍。

### 晩年
建久4年（1193年）8月24日に義実は大庭景義とともに老衰であるためとして出家入道した。
建久10年（1199年）正月に頼朝が死去し、同年10月に三浦義村と和田義盛が主導した梶原景時の変の景時弾劾連判状に義実入道は名を連ねている。
正治2年（1200年）3月14日、その日は余寒冬よりも甚だしかったが、義実入道は杖をついて尼御台所（北条政子）の御所を訪ねて来た。義実は80歳を超えて老衰し、病に苦しみ、余命いくばくもないのにもかかわらず貧乏して頼むところもない。所領は亡き義忠のために仏寺へ寄進したいと志しているものの、残る所領も僅かで子孫のことが案じられると泣いて窮状を訴えた。政子はこれを憐れみ、石橋山の合戦の大功は老後であっても賞せられるべきであると将軍・源頼家に一所を与えるよう使いした。
その3ヶ月後の6月21日に義実は89歳で死去した。
横浜市栄区上郷町にある證菩提寺は、頼朝が義実の子、佐奈田義忠（名字を佐那田と書く文献もある）を弔うために建設し、1197年（建久8年）に完成したといわれる古刹であるが、「證菩提」は義実の法名だという。

## 画像集

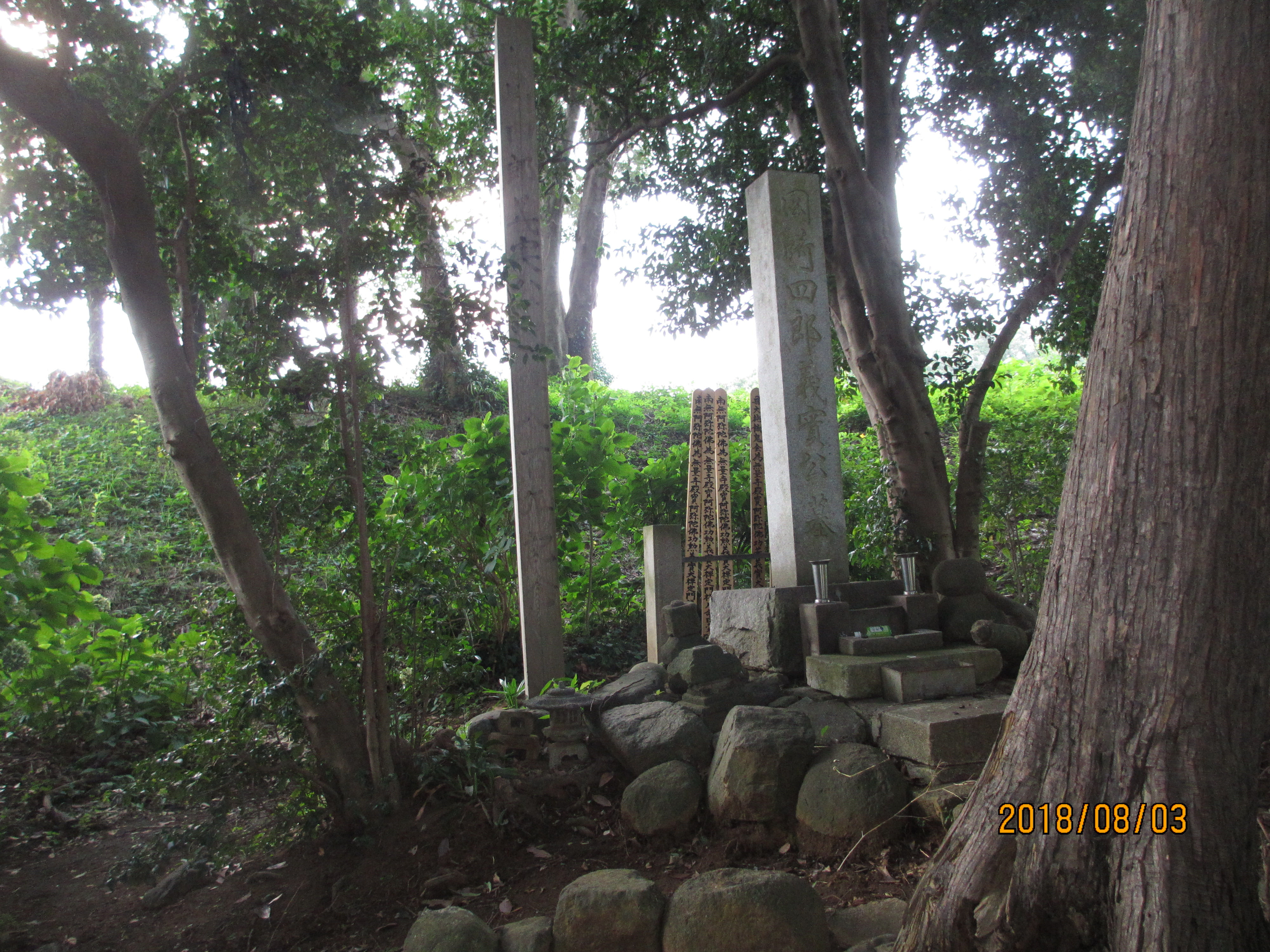
岡崎四郎義實之墓（平塚市岡崎字台5736無量寺手前案内板あり）
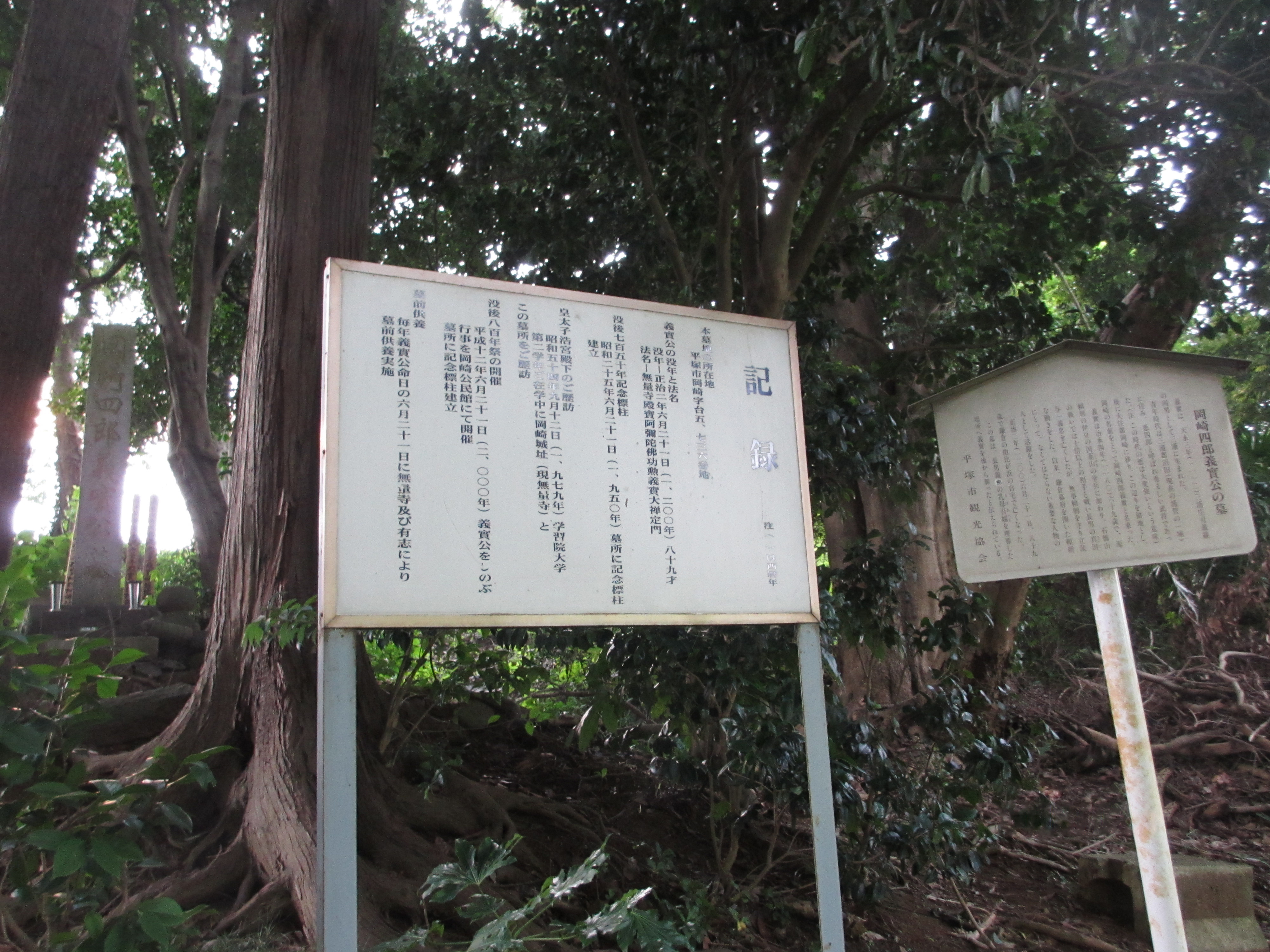
岡崎四郎義實公の墓記録解説版（墓所崖下、石碑正面手前）
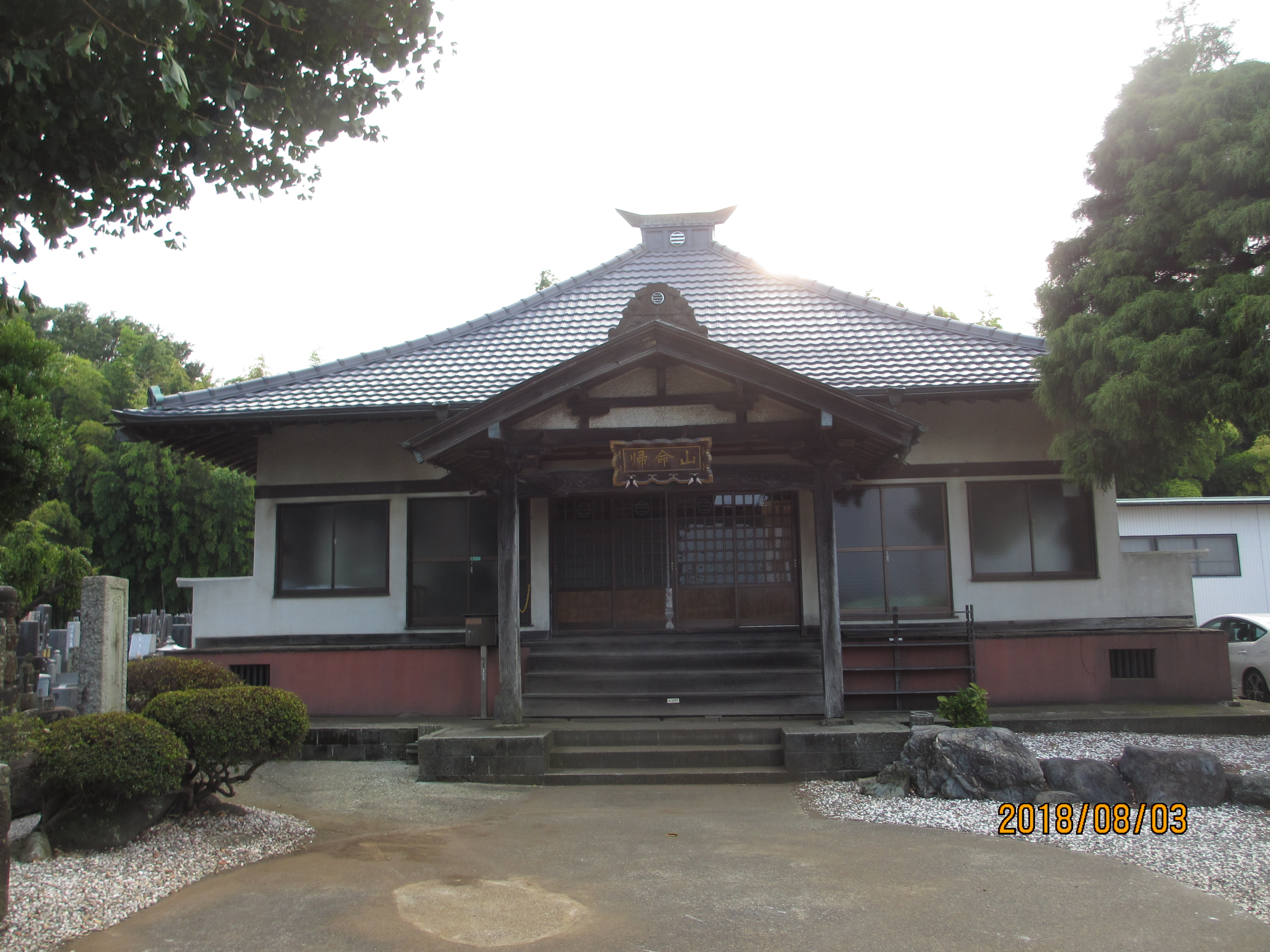
無量寺（小田急線伊勢原駅、岡崎城址石碑あり）

## 参考資料
- 栄の歴史編集委員会『栄の歴史』栄区地域振興課 2013年（平成25年）3月
- 栄区地域振興課『栄区郷土史ハンドブック（第5刷）』横浜市 2015年（平成27年）3月

## 関連作品
テレビドラマ
- 草燃える（1979年、NHK大河ドラマ） - 演：小栗一也
- 鎌倉殿の13人（2022年、NHK大河ドラマ） - 演：たかお鷹